# JQuery UI
jQuery UI è una libreria JavaScript ideata per uniformare e semplificare la gestione dell'Interfaccia grafica per pagine web interattive. È un'estensione della libreria jQuery ed è fruibile attraverso la medesima licenza libera, la MIT.

## Caratteristiche
Le caratteristiche che seguono fanno riferimento alla versione 1.8.13.
jQueryUI è suddivisibile in quattro macro aree:
Interazioni (interactions)Parti dell'interazione con l'utente fra cui drag and drop, ridimensionamento, ordinamento e selezione;
WidgetComponenti grafici fra cui i selettori per l'inserimento di una data, calendari, ecc.
Effetti (effects)Effetti di transizione animati
Utilità (utilities)Utilità di basso livello usate dalle precedenti.
Nel dettaglio gli elementi di ogni macro area:

### Interazioni
Parti relative all'interazione con la pagina web:
DraggableRende gli elementi trascinabili
DroppableVerifica se un elemento è stato trascinato su un altro
ResizableRende gli elementi ridimensionabili
SelectableAvanzate caratteristiche di selezione per liste di elementi
SortableListe di elementi facilmente ordinabili

### Widget
Parti relative a vari widget per l'interfaccia grafica:
AccordionContenitore "a fisarmonica"
AutocompleteAuto completamento basato su ciò che l'utente digita
ButtonPulsante avanzato
DatepickerSelettore avanzato di date
DialogMostra una finestra di dialogo
ProgressbarBarra di avanzamento, con o senza animazione
SliderSlider personalizzabile con varie funzionalità
TabsInterfaccia a schedario ("tabbed") con contenuti inline o a richiesta

### Effetti
Parti relative a vari effetti grafici:
Color AnimationAnimazione ottenuta con un passaggio da un colore a un altro
Toggle Class, Add Class, Remove Class, Switch ClassAnimazione basata sul passaggio da uno style a un altro
EffectVarietà di effetti (appear, slide-down, explode, fade-in, etc.)
ToggleCommuta l'attivazione di un effetto
Hide', ShowSimile alla voce precedente

### Utilità
PositionImposta la posizione relativa di un elemento rispetto ad un altro

## Compatibilità
Tutti i plugin sono testati ufficialmente per IE 6.0+, Mozilla Firefox 3+, Safari 3.1+, Opera 9.6+ e Google Chrome.

## Alternative
Con la nascita di HTML 5 e CSS 3 alcune possibilità come la creazione di gallerie d'immagini, effetti e menu a tendina sono fattibili senza l'utilizzo di JQuery UI e/o Ajax cosa che con HTML 4 e CSS 2 era spesso impossibile fare.

## Esempi di JQuery UI

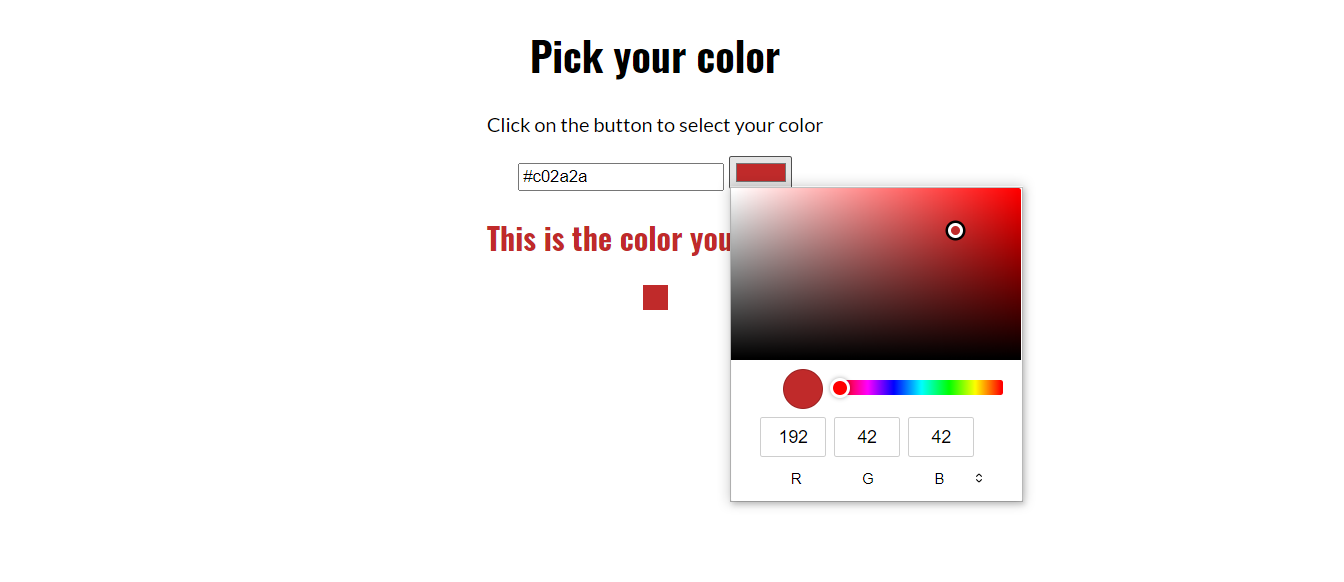
Esempio di "Color picker" realizzabile in JQuery UI o HTML5
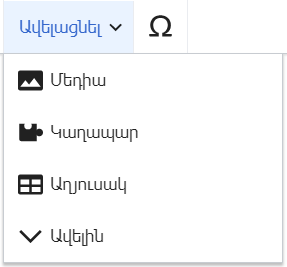
Esempio di widget realizzabile in JQuery UI o HTML5
- Esempio di widget realizzabile in JQuery UI o CSS3